# 공공 데이터
공공 데이터(영어: open data)는 데이터베이스, 전자화된 파일 등 공공기관이 법령 등에서 정하는 목적을 위하여 생성 또는 취득하여 관리하고 있는 광(光) 또는 전자적 방식으로 처리된 자료 또는 정보로서 다음과 같은 것을 지칭한다. 첫째, 「전자정부법」에 따른 행정정보, 둘째, 「국가정보화 기본법」에 따른 정보 중 공공기관이 생산한 정보, 셋째, 「공공기록물 관리에 관한 법률」에 따른 전자기록물 중 대통령령으로 정하는 전자기록물, 그 밖에 대통령령으로 정하는 자료 또는 정보가 있다. 따라서, 공공데이터는 개별 공공기관이 일상적 업무수행의 결과물로 생성 또는 수집‧취득한 다양한 형태(텍스트, 수치, 이미지, 동영상, 오디오 등)의 모든 자료 또는 정보를 대상으로 하며, "기계 판독이 가능한 형태"로 "제공"이되어야 한다. 여기서 "기계 판독이 가능한 형태"란 소프트웨어로 데이터의 개별 내용 또는 내부 구조를 확인하거나 수정, 변환, 추출 등 가공할 수 있는 상태를 말하며, "제공" 이란 공공기관이 이용자로 하여금 기계 판독이 가능한 형태의 공공데이터에 접근할 수 있게 하거나 이를 다양한 방식으로 전달하는 것을 말한다.
정부는 보유한 공공 정보를 적극적으로 개방하여 국민과 공유함으로써 소통과 협력을 확대하기 위해 공공데이터 정책을 추진하게 되었고, 2013년 7월 공공데이터의 제공 및 이용활성화에 관한 법률(약칭 : 공공데이터법)을 제정하고 10월부터 시행되었다.
공공데이터 제공 및 이용 활성화에 관한 정책은 '행정안전부’가 총괄하며, 이 법률에 근거하여 2013년 11월, 정부나 공공기관이 보유한 공공데이터를 민간에서 쉽게 활용할 수 있도록 지원하기 위하여 한국정보화진흥원에 공공데이터활용지원센터’를 설치 하였다. 각 공공기관은 공공데이터제공책임관 및 실무자를 지정하고 관련 업무를 지원한다. 또한 정부는 공공데이터 관련 정책을 심의, 조정 및 그 추진사항을 점검하기 위하여 국무총리실 산하에 공공데이터전략위원회를 설립하였고, 공공기관의 공공데이터 제공거부 또는 중단문제 발생시 해결을 위한 공공데이터제공분쟁조정위원회를 설립하여 공공데이터 활성화 정책을 추진하고 있다.

## 공공 데이터 개방
공공데이터 개방이란 정부, 지방자치단체 및 공공기관이 보유·관리하는 공공데이터를 이용자가 자유롭게 활용할 수 있도록 다양한 형태로 개방·제공하는 것이다. 대한민국 정부, 지방자치단체 및 공공기관은 공공데이터를 이용자가 자유롭게 활용할 수 있도록 다양한 형태로 개방·제공하고 있다. 단, 개인정보보호, 제3자의 권리(저작권 등)가 포함된 정보, 국가 안보와 질서에 관련한 정보 등 제외된다.
공공 데이터는 누구나 자유롭게 이용할 수 있으며 공공데이터포털을 통해 국민이 쉽고 편리하게 공공데이터를 이용할 수 있도록 파일데이터, 오픈API, 시각화 등 다양한 방식으로 제공하고 있으며, 누구라도 쉽고 편리한 검색을 통해 원하는 공공데이터를 빠르고 정확하게 찾을 수 있다.

## 공공 데이터 활용
정부는 공공데이터 이용에 대한 국민의 인식을 높이고 이용 활성화를 촉진하기 위하여, 공공데이터 활용 기업의 창업에서부터 성장까지 전과정을 지원한다. 공공데이터 활용 창업 공간인‘ 오픈스퀘어-D’와‘ 공공데이터 활용 창업경진대회’가 그 대표적인 예이다. 오픈스퀘어-D는 공공데이터에 대한 창의적인 아이디어를 가진 사람들이 경험과 기술을 교류하고, 사업화.창업으로 성장할 수 있도록 종합적으로 지원하는 열린공간이다. 오픈스퀘어-D는 창업자들을 위한 입주공간, 아이디어 교류 및 발전을 위한 협업공간, 서비스 개발에 필요한 테스트 및 데이터 분석을 위한 테스트 공간으로 구성되어 있다. 창업단계별 교육, 맞춤형 컨설팅, 투자유치 및 네트워킹 등 다양한 프로그램이 제공된다.‘ 공공데이터 활용 창업경진대회’는 공공데이터를 활용한 아이디어 또는 웹(앱) 제품 및 서비스 개발 아이템을 발굴하는 대회이다. 민간의 창의적인 아이디어를 공공데이터와 융합하여 새로운 비즈니스 모델을 발굴해 공공데이터 기반의 창업촉진 및 창업기업 육성을 목적으로 매년 1회 개최된다. 국민 누구나 참여가 가능하며, 수상자에게는 시상금뿐만 아니라 제품 및 서비스 홍보, 사무공간 지원, 투자유치, 창업컨설팅 등 다양한 혜택이 제공된다.

## 같이 보기
- 오픈 놀리지
- 자유 저작물
- 개방성
- 크리에이티브 커먼즈 라이선스
- 데이터 거버넌스
- 데이터 관리
- 디지털 아카이브
- 링크드 데이터
- 위키데이터